# Canton d'Alençon-2
Le canton d'Alençon-2 est une division administrative française située dans le département de l'Orne et la région Normandie.
À la suite du redécoupage cantonal de 2014, les limites territoriales du canton sont remaniées.

## Géographie
Ce canton est organisé autour d'Alençon dans l'arrondissement d'Alençon. Son altitude varie de 127 m (Alençon) à 152 m (Alençon) pour une altitude moyenne de 135 m.

## Histoire
Le canton a été créé en 1982.

## Représentation

### Représentation avant 2015
| Période | Période | Identité              | Étiquette | Qualité |
| ------- | ------- | --------------------- | --------- | --- |
| 1982    | 1988    | Hubert Crespy         | RPR       | Chef d'entreprise à Alençon                                                                                |
| 1988    | 2001    | Jean-Claude Pavis     | PS        | Premier adjoint au maire d'Alençon (1983-1989)                                                             |
| 2001    | 2008    | Marie-Noëlle Hoffmann | DVD       | Orthoptiste Adjoint au maire d'Alençon jusqu'en 2008                                                       |
| 2008    | 2015    | Emmanuel Darcissac    | PS        | Directeur général des services, premier adjoint au maire d'Alençon (2014-2017) puis maire LREM (2017-2020) |

Le canton participe à l'élection du député de la première circonscription de l'Orne.

### Représentation après 2015
| Période élective | Période élective | Mandat | Mandat   | Identité          | Nuance | Nuance | Qualité |
| ---------------- | ---------------- | ------ | -------- | ----------------- | ------ | ------ | --- |
| 2015             | 2021             | 2015   | 2021     | Patrick Lindet    |        | UDI    | Inspecteur des finances, conseiller municipal d'Alençon                                                                                                |
| 2015             | 2021             | 2015   | 2021     | Christine Roimier |        | UDI    | Retraitée de la communication, conseillère municipale et ancien maire d'Alençon, présidente de la commission de l'éducation, de la culture et du sport |
| 2021             | 2028             | 2021   | en cours | Gérard Lurçon     |        | DVG    | Retraité du ministère de l’Économie et des Finances, maire de Saint-Germain-du-Corbéis                                                                 |
| 2021             | 2028             | 2021   | en cours | Fabienne Mauger   |        | PS     | Inspectrice de l'Éducation nationale retraitée, adjointe au maire d'Alençon                                                                            |

### Résultats détaillés

#### Élections de mars 2015
À l'issue du 1er tour des élections départementales de 2015, deux binômes sont en ballottage : Patrick Lindet et Christine Roimier (UDI, 35,79 %) et Nathalie-Pascale Assier et Emmanuel Darcissac (PS, 35,18 %). Le taux de participation est de 47,09 % (4 162 votants sur 8 838 inscrits) contre 54,04 % au niveau départemental et 50,17 % au niveau national.
Au second tour, Patrick Lindet et Christine Roimier (UDI) sont élus au bénéfice de l'âge avec exactement 50 % des suffrages exprimés (1 947 voix, à égalité avec leurs concurrents) et un taux de participation de 48,04 % (1 947 voix pour 4 246 votants et 8 838 inscrits).

#### Élections de juin 2021
Le premier tour des élections départementales de 2021 est marqué par un très faible taux de participation (33,26 % au niveau national). Dans le canton d'Alençon-2, ce taux de participation est de 28,95 % (2 364 votants sur 8 165 inscrits) contre 34,53 % au niveau départemental. À l'issue de ce premier tour, deux binômes sont en ballottage : Gérard Lurçon et Fabienne Mauger (Union à gauche, 44,64 %) et Sébastien Marchal et Christine Roimier (Union au centre et à droite, 31,22 %).
Le second tour des élections est marqué une nouvelle fois par une abstention massive équivalente au premier tour. Les taux de participation sont de 34,36 % au niveau national, 34,27 % dans le département et 30,5 % dans le canton d'Alençon-2. Gérard Lurçon et Fabienne Mauger (Union à gauche) sont élus avec 60,31 % des suffrages exprimés (1 410 voix pour 2 491 votants et 8 166 inscrits),,. 

## Composition

### Composition avant 2015

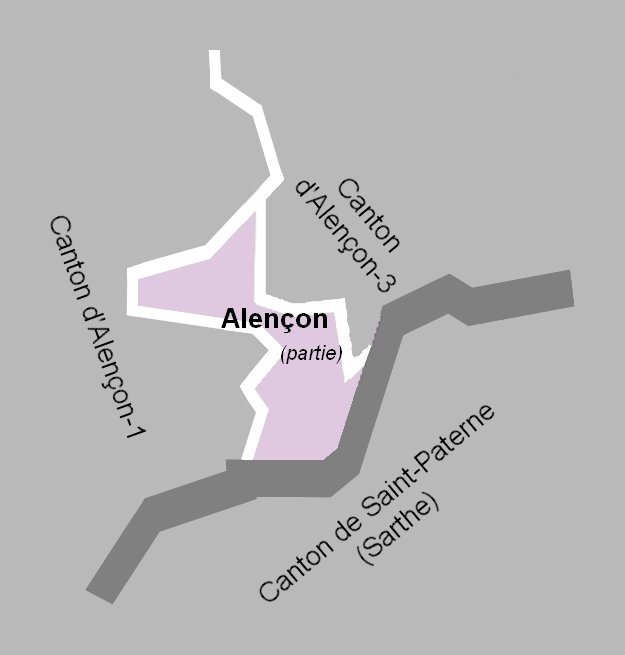
La carte de localisation de l'ancien canton. Les cantons limitrophes étaient ceux d'Alençon-1, d'Alençon-3 et de Saint-Paterne.

Le canton d'Alençon-2 était constitué d'une partie de la commune d'Alençon.
Ce canton comprenait « la portion de territoire de la ville d'Alençon déterminée, à l'ouest, par l'axe des voies ci-après : rue de Bretagne, rue aux Sieurs, Grande-Rue (section comprise entre la rue de la Sarthe et la rue du Pont-Neuf), par la Sarthe et la limite intercommunale Alençon - Saint-Germain-du-Corbeis ; au nord, par les limites des communes de Damigni et de Condé-sur-Sarthe ; à l'est par l'axe des voies ci-après : chemin départemental 26, rue d'Argentan, boulevard du 1er-Chasseur, rue du Puits-au-Verrier, rue de l'Écusson, cours Clemenceau, rue Cazeau et par la voie ferrée, la Sarthe, la limite entre la commune d'Alençon et le département de la Sarthe. »
À la suite du redécoupage des cantons pour 2015, les parties alençonnaises de ce canton au nord de la rue Antoine-Jullien et au nord de la rue de la Fuie-des-Vignes sont rattachées au canton d'Alençon-1 et la partie au sud desdites voies (la plus vaste) à nouveau à celui d'Alençon-2.

### Composition depuis 2015
Le nouveau canton d'Alençon-2 comprend une commune entière et une fraction de la commune d'Alençon.
| Nom                             | Code Insee | Intercommunalité | Superficie (km2) | Population (dernière pop. légale)                | Densité (hab./km2) | Modifier                                    |
| ------------------------------- | ---------- | ---------------- | ---------------- | ------------------------------------------------ | ------------------ | ------------------------------------------- |
| Alençon (bureau centralisateur) | 61001      | CU d'Alençon     | 10,68            | Fraction : 10 594 (2022) Commune : 25 667 (2022) | 2 403              | modifier les données · modifier les données |
| Saint-Germain-du-Corbéis        | 61397      | CU d'Alençon     | 7,52             | 3 648 (2022)                                     | 485                | modifier les données · modifier les données |
| Canton d'Alençon-2              | 6103       |                  |                  | 14 242 (2022)                                    |                    | modifier les données                        |

La partie de la commune d'Alençon intégrée dans le canton est celle située au sud d'une ligne définie par l'axe des voies et limites suivantes : depuis la limite territoriale de la commune de Saint-Germain-du-Corbéis, avenue de Koutiala, rue de Guerame, place Candie, rue Candie, rond-point, rue Antoine-Jullien, place du Commandant-Daniel-Desmeulles, cours Georges-Clemenceau, Grande-Rue, rue du Pont-Neuf, cours de la Sarthe, boulevard de la République, rue de la Fuie-des-Vignes, ligne de chemin de fer, cours de la Sarthe, jusqu'à la limite territoriale de la commune de Saint-Paterne.

## Démographie

### Démographie avant 2015
| 1982 | 1990   | 1999   | 2006   | 2011   | 2012   |
| ---- | ------ | ------ | ------ | ------ | ------ |
| -    | 15 775 | 15 238 | 15 106 | 13 802 | 13 972 |

### Démographie depuis 2015
En 2022, le canton comptait 14 242 habitants, en évolution de −2,59 % par rapport à 2016 (Orne : −3,21 %, France hors Mayotte : +2,11 %).
| 2013   | 2018   | 2022   |
| ------ | ------ | ------ |
| 14 991 | 14 434 | 14 242 |